# Hardcover (2008)
Hardcover ist eine deutsche Filmkomödie des Regisseurs Christian Zübert aus dem Jahr 2008. Produziert wurde der Film von der Kölner Firma Little Shark Entertainment. Am Startwochenende spielte der Film 185.663 Euro bei 29.190 Besuchern ein.

## Handlung
Der junge Autor Christoph träumt davon, einmal ein richtiges Buch mit Hardcover zu schreiben. Stattdessen hält er sich mit einem Job in einer Autovermietung über Wasser und schreibt nebenbei Groschenromane. Als der Kleinganove Dominik einen Wagen der Autovermietung klaut, wittert Christoph seine Chance. Bei einer Gegenüberstellung gibt er vor Dominik nie gesehen zu haben und spricht ihn später an, um über ihn im Milieu Düsseldorfs recherchieren zu können.
Dominik willigt ein und stellt ihn dem misstrauischen Gangsterboss Chico vor. In dessen Welt von Drogen und Prostitution stellt sich Dominik schnell als kleines Licht heraus. „Dom“, wie er genannt werden will, arbeitet als Türsteher in einer Bar, die Chico gehört. Zudem ist er in Sachen Gras selbst sein bester Kunde.
Als Christoph Chico beobachtet, wie der vermeintlich einen Totschlag begeht, geraten er und Dom in Bedrängnis. Beide können Chico jedoch zunächst von ihrer Vertrauenswürdigkeit überzeugen. Während seiner Recherchen lernt Christoph die polnische Stripperin Ewa kennen und verliebt sich in sie. Sie verbringen eine Nacht miteinander, aber an einer Beziehung hat sie kein Interesse, da sie zurück nach Polen will. Dom versucht seine Freundin wiederzugewinnen, indem er ihr wahrheitswidrig erzählt, er habe einen lukrativen Job bei Chico erhalten. Um Geld aufzutreiben, nehmen Dom und Christoph einen Job für Chico an. Sie erhalten den Auftrag, in Holland einen Wagen für Chico von einigen Gangstern zu kaufen. Beide fahren nach Holland und werden dort von den Gangstern aufs Kreuz gelegt: Diese kassieren das Geld und nehmen das Auto einfach wieder mit. Obwohl Dominik eine Pistole auf die beiden richtet, ist er nicht kaltblütig genug, um diese Waffe auch zu benutzen. Beide stehen daraufhin bei Chico in der Kreide. Daher versuchen Christoph und Dom einen Überfall auf die Autovermietung zu stellen, um dadurch an einen Wagen zu kommen. Auch das geht schief, weil die Polizei durch Zufall hinzukommt, den „Überfall“ beendet und Dom zu alledem auch noch festnimmt.
Um Dom freizubekommen, bietet Christoph der Staatsanwaltschaft an, Chico des Totschlags zu überführen. Er geht verwanzt in Chicos Büro und versucht ein Geständnis zu erlangen. Stattdessen erscheint jedoch der vermeintlich Erschlagene und Chico droht nun Christoph umzubringen. Die Polizei holt ihn aus der brenzligen Situation, lässt ihn kurz darauf jedoch fallen.
Chico verlangt nun die Hälfte der Einnahmen aus dem Buch, das Christoph schon die ganze Zeit zu schreiben beabsichtigte. Christoph bietet alles, damit Chico auch von Dom ablässt und beginnt das Buch zu schreiben.
Ein Jahr später wird Dom aus dem Gefängnis entlassen. Christoph empfängt ihn mit einem druckfrischen Exemplar seines Buches „Hardcover“, in dem er einen Joint für seinen Freund versteckt hat. Dom will diesen natürlich sofort rauchen, deshalb geraten beide in Streit, da Christoph dies nicht in seinem Auto zulassen will. Er fährt mit seinem Auto gegen einen Prellbock.
Nachdem beide ausgestiegen sind, zündet sich Dom seinen Joint an und beide stehen rauchend ans Auto gelehnt, während der Abspann beginnt.

## Kritiken
„Hardcover ist ein klassisches Buddy Movie, das weniger von seiner spannenden Story lebt als von der Performance zweier Typen, die sich anfangs nicht ausstehen können, nach und nach aber Sympathien für einander entdecken und schließlich sogar dicke Freunde werden.“

„Anders als die Kollegen aus Hollywood, setzt „Lammbock“-Regisseur Christian Zübert bei seiner auch von ihm geschriebenen Gangstergeschichte nicht auf übermäßige Action und Gewalt, sondern ganz auf die Situationskomik und die Chemie zwischen dem ungleichen Duo. […] Alles in allem ein Buddie-Film aus bundesdeutschen Landen, der echtes Kinoflair verströmt und das Zeug zum nächsten deutschen Komödienhit hat.“

„Darstellerisch überzeugende Buddy-Komödie, die schwungvoll beginnt, allzu bald aber deutlich an Tempo und Charme einbüßt.“

„Christian Zübert schafft nach seinem Regiedebüt in „Lammbock“ mit „Hardcover“ ein weiteres Mal eine durchaus gelungene, deutsche Komödie, die neben skurriler Unterhaltung auch einen wuchtigen Soundtrack zu bieten hat.“